# Vilanculos (Distrikt)

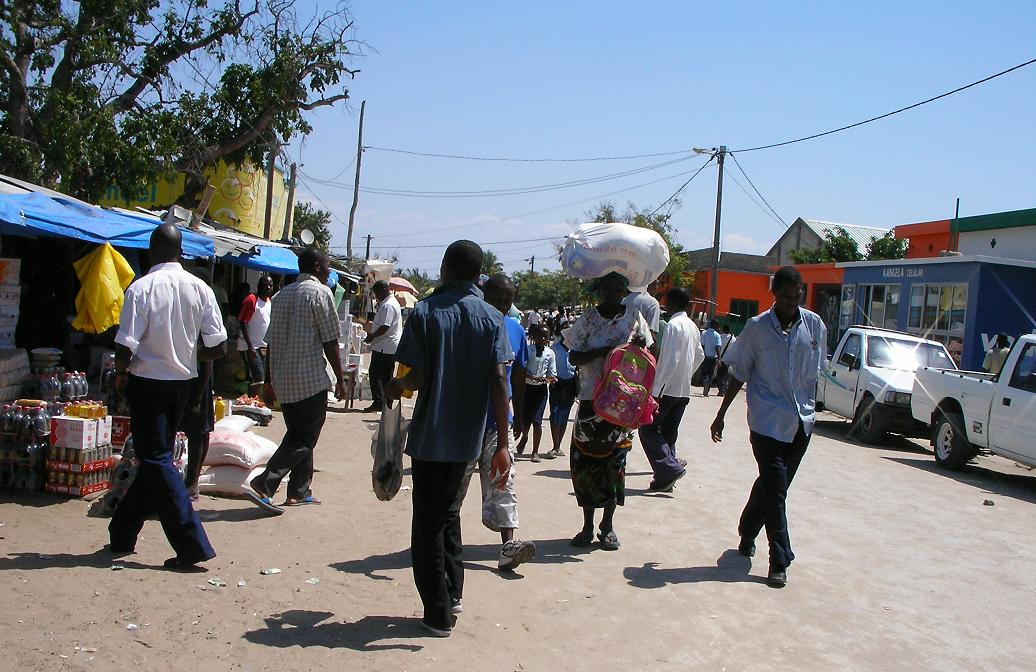
Zentrum des Orts Vilankulo

Vilanculos (Vilankulo) ist ein mosambikanischer Distrikt in der Provinz Inhambane, sein Hauptort ist Vilankulo. Der Distrikt liegt im Osten der Provinz und grenzt im Norden an den Distrikt Inhassor, im Westen an die Distrikte Mabote und Massinga, im Süden an den Distrikt Massinga und im Osten an den Indischen Ozean.

## Geographie
Der Distrikt hat eine Fläche von 5856 Quadratkilometer und 155.134 Einwohner (2013).
Das Klima ist tropisch trocken im Landesinneren und tropisch feucht an der Küste. Der jährliche Niederschlag erreicht an der Küste 1500 Millimeter, wobei Februar und März die niederschlagsreichsten Monate sind.

## Bevölkerung
| Die Bevölkerungsdichte im Distrikt Vilanculos beträgt 26 Personen pro Quadratkilometer. Vilanculos hat eine junge Bevölkerung, jedoch ist im Gegensatz zu anderen Distrikten von Mosambik die Altersgruppe zwischen 25 und 50 stärker. Auffallend ist auch, dass die Anzahl der weiblichen Einwohner deutlich höher ist (54,5 Prozent) als die Anzahl der männlichen Einwohner (Stand 2013). Während es in der Provinz Inhambane mehr als 60 Prozent Christen gibt, sind es im Distrikt Vilanculos unter 30 Prozent (Stand 2007). |

## Einrichtungen und Dienstleistungen
Im Distrikt befinden sich 119 Grundschulen (Primárias), davon sind 73 öffentliche Schulen und 46 Privatschulen. Von den acht weiterführende Schulen (Secundárias) sind alle öffentlich (Stand 2013).
In Vilanculos gibt es ein Krankenhaus und neun Gesundheitszentren (Stand 2012).

## Verwaltungsgliederung
Der Distrikt Vilanculos ist in zwei Verwaltungsposten (postos administrativos) gegliedert:
- Vilankulo
- Mapinhane[3]

## Wirtschaft und Infrastruktur
Im Jahr 2007 hatten 1,5 Prozent der Bevölkerung Zugang zu elektrischem Strom, über zwei Prozent besaßen ein Auto (das entspricht dem Durchschnitt in der Provinz).

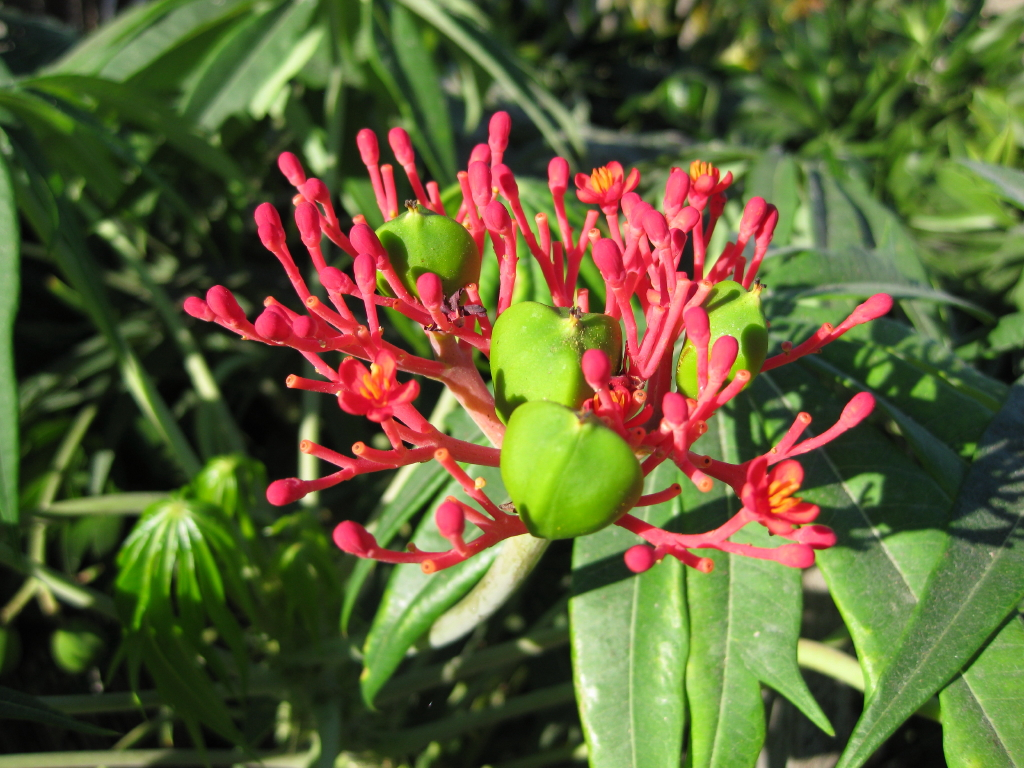
Jatropha multifida in Vilanculos

### Landwirtschaft
Im Jahr 2005 gab es im Distrikt 26.000 landwirtschaftliche Betriebe mit einer durchschnittlichen Größe von 1,5 Hektar. Flächenmäßig am meisten angebaut wurde Mais (15.600 Hektar), die größten Erträge brachten Maniok (8.300 Tonnen) und Mais (4.000 Tonnen). Weiters angebaut wurden Bohnen und Erdnüsse.

### Bodenschätze
Im Distrikt Vilanculos wird Titan abgebaut und Erdas gefördert.

### Verkehr
Die Nationalstraße EN1 führt im östlichen Bereich in Nord-Süd-Richtung durch den ganzen Distrikt. Daneben gibt es noch 220 Kilometer an Nebenstraßen.
In Vilankulo gibt es einen internationalen Flughafen mit Direktflügen nach Johannesburg, Beira, Inhambane und Maputo.

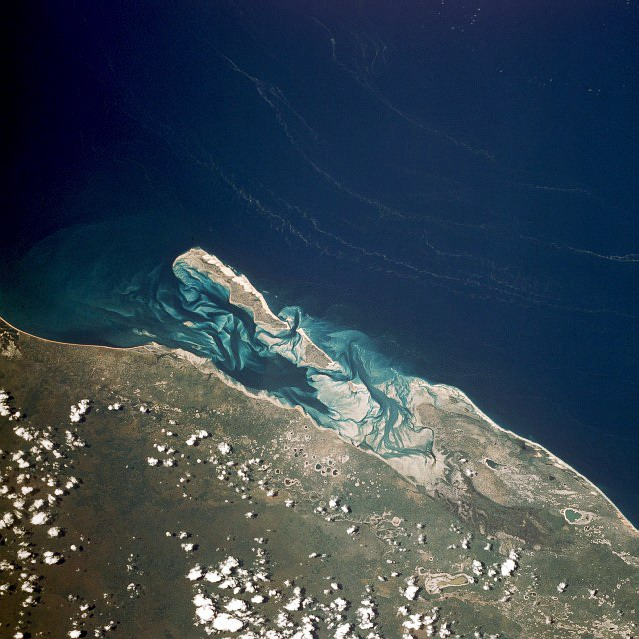
Insel Bazaruto

### Fremdenverkehr
Die Hauptattraktion des Distriktes ist der Bazaruto-Archipel. Diese Inselgruppe vor der Küste Mozambiks im Indischen Ozean gehört zum 1.400 Quadratkilometer großen Nationalpark Bazaruto, einem der größten Meeresschutzgebiete Afrikas. Er bietet unbeschädigte Korallenriffe, Delfine, Schildkröten, Wale und ist vor allem bekannt wegen einer Population der vom Aussterben bedrohten Dugongs.